# 63甲式105毫米榴彈砲
63甲式105公釐榴彈砲是目前中華民國陸軍現役火砲，63甲式是自63式改良而來，而63式則是仿美制M101 105公釐榴彈砲而來。

## 歷史
M101榴彈炮來自美國於1919年開始發展，1928年定型「M1 105公釐榴彈砲」。1934年改良為M2，1940年再度進行改良為M2A1 105公釐榴彈砲並且開始量產。第二次世界大戰結束後，M2A1重新命名為M101。
中華民國於1973年（民國62年）仿製M2A1，也就是M101成功，命名為63式，63式完全參照M2A1砲身、砲架與制退複進系統，可能軍方對其老舊性能不甚滿意，因此沒有量產。
次年8月，M101A1榴彈炮的藍圖翻譯完成，9月進入仿製工作。1974年10月18日完成第一門，19日牽引至大福靶場並且在20日試射12發成功。63甲式則以M2A2砲身、砲架與M2A2A5的制退複進系統，結合改良砲身護盾，以及將機械千斤頂改成油壓千斤頂，全部零組件皆為中華民國自行生產。
63甲式於1977年（民國66年）正式量產，配屬活躍於步兵師的營級炮兵之中。但畢竟是老舊的設計，在精實案、精進案以及砲兵自走化理念的影響下，63甲式很可能是中華民國陸軍最後一款105公釐榴彈砲，目前無任何更新計劃。

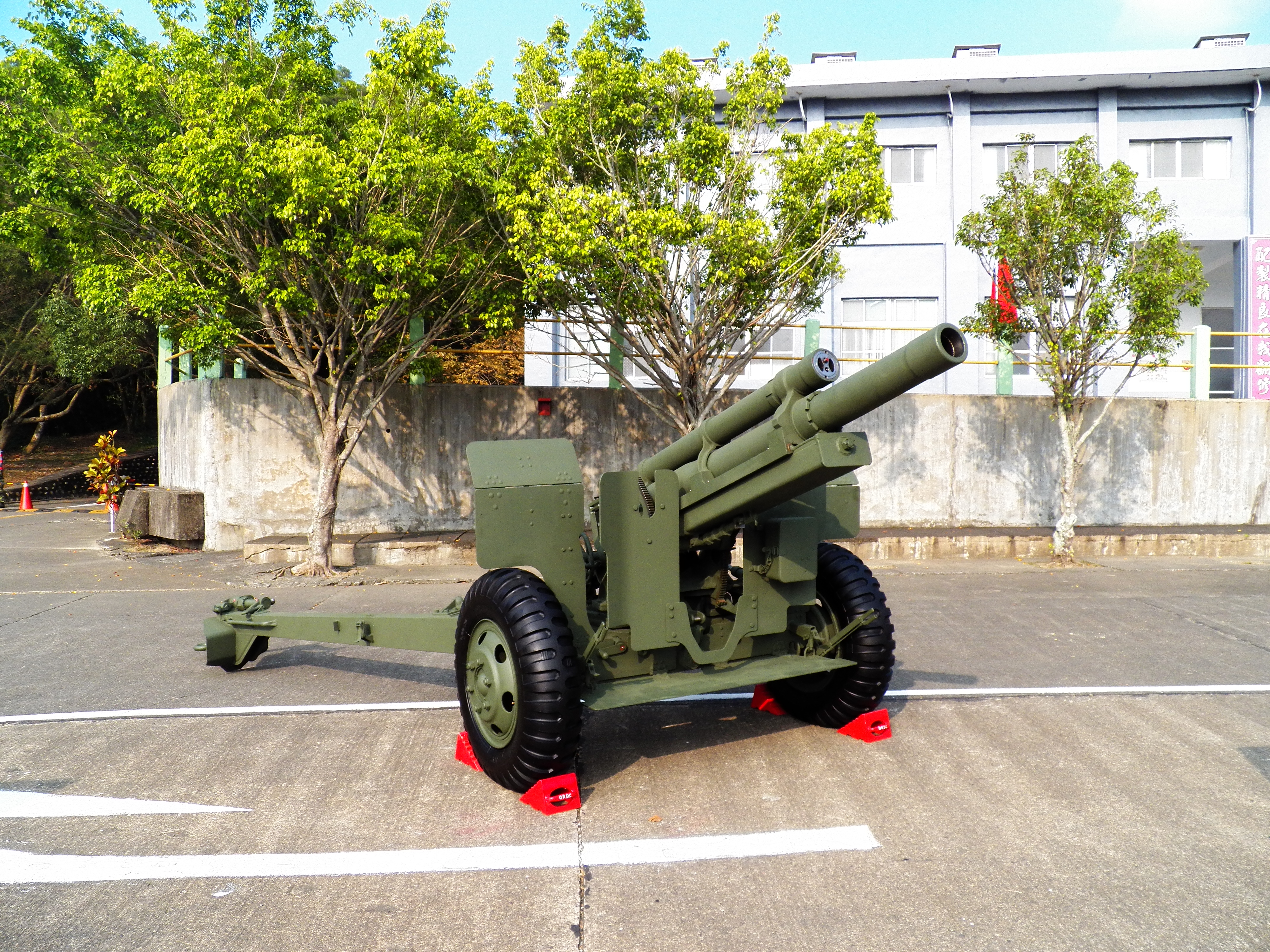
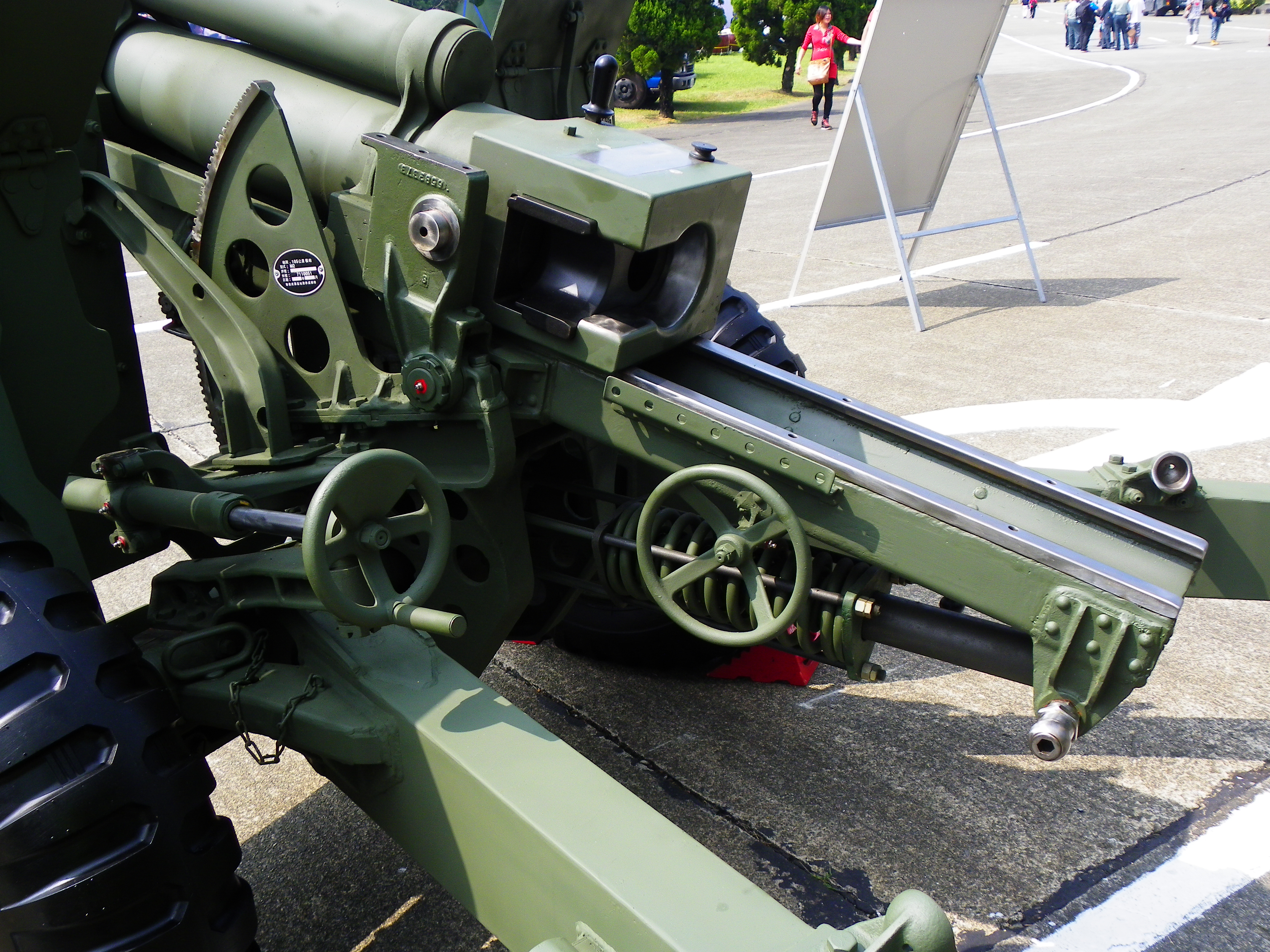
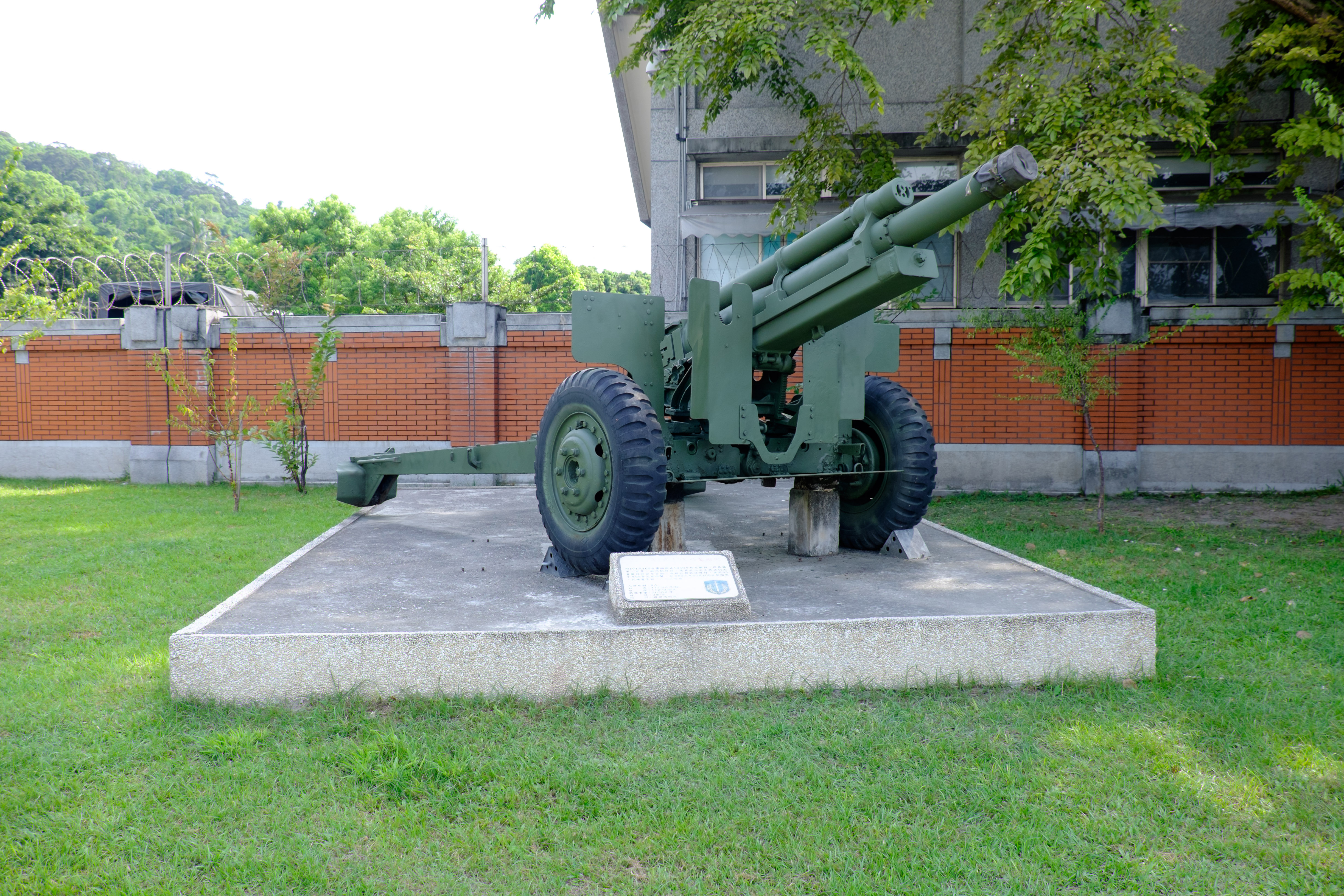

### 书籍
- 陳笏：《霹靂神火——中華民國火炮傳奇》，雲皓出版社。书号：0258-2341